# شهرستان ویچیتا (تگزاس)
شهرستان ویچیتا، تگزاس (به انگلیسی: Wichita County, Texas) یک سکونتگاه مسکونی در ایالات متحده آمریکا است که در تگزاس واقع شده‌است.

## خصوصیات
شهرستان ویچیتا ۱٬۶۳۹٫۴۷ کیلومترمربع مساحت دارد.